# Karl Ludwig von Gayette
Karl Ludwig von Gayette (* 9. September 1773 in Bernau; † 20. Januar 1856 in Hirschberg (Schlesien)) war ein preußischer Generalmajor und Inspekteur der schlesischen Festungen.

## Leben

### Herkunft
Seine Eltern waren der Premierleutnant Siegmund Wilhelm Friedrich von Gayette (* 1733) und dessen Ehefrau Eleonore Dorothea, geborene Gerwich (1744–1797). Sein Großvater war der Architekt Pierre de Gayette.

### Militärkarriere
Gayette kam 1780 in das Große Militärwaisenhaus in Potsdam und von dort am 5. Juli 1786 in das Kadettenhaus nach Berlin. Als Eleve war er ab 5. April 1790 auf der Ingenieurakademie in Potsdam. Am 31. März 1794 wurde Gayette als Sekondeleutnant dem Ingenieurkorps der Preußischen Armee überwiesen und am 23. Februar 1800 nach Graudenz versetzt. Im Vierten Koalitionskrieg kämpfte er in der Schlacht bei Auerstedt. Nach dem verlorenen Krieg wurde Gayette nicht entlassen, sondern stieg am 28. Februar 1812 zum Premierleutnant im Ingenieurskorps auf. Bis zum 29. Dezember 1813 avancierte er zum Kapitän und bewährte sich während der Befreiungskriege bei der Belagerung von Thorn. Dafür erhielt Gayette das Eiserne Kreuz II. Klasse und den Orden des Heiligen Wladimir IV. Klasse. Ferner kämpfte er bei der Belagerung von Danzig. Im Jahr 1815 wurde er als Ingenieuroffizier von Platz nach Kolberg versetzt.
Nach dem Krieg wurde Gayette am 20. April 1816 Major der 1. Ingenieur-Brigade. Für seine Verdienste bei der Belagerung von Danzig erhielt er am 23. Oktober 1816 das Eiserne Kreuz I. Klasse. Am 14. November 1817 wurde er zum etatsmäßigen Stabsoffizier ernannt und am 30. März 1818 als Ingenieuroffizier vom Platz zur 3. Ingenieur-Brigade nach Münster versetzt. Am 7. April 1822 kam er als Inspekteur zur 1. Rheinischen Festungsinspektion. Am 18. Mai 1825 erhielt er das Dienstkreuz. Am 16. Juni 1826 wurde er in die 2. Ingenieur-Brigade versetzt und zum Inspekteur der schlesischen Festungen. Für seine Verdienste erhielt er am 18. Januar 1831 den Roten Adlerorden III. Klasse. Im Jahr darauf wurde Gayette am 30. März 1832 zum Oberstleutnant und am 30. März 1834 zum Oberst befördert. Dazu erhielt er am 18. Januar 1836 die Schleife zum Roten Adlerorden III. Klasse. Unter Verleihung des Charakters als Generalmajor erhielt Gayette am 4. März 1837 mit der gesetzlichen Pension seinen Abschied. Am 3. August 1841 wurde er Senior des Eisernen Kreuzes II. Klasse. Er starb am 20. Januar 1856 in Hirschberg in Schlesien und wurde am 23. Januar 1856 beigesetzt.

### Familie
Gayette heiratete am 21. Juli 1803 in Graudenz Wilhelmine Auguste Henriette von Kotzau (1774–1805), verwitwete Baronin von Vernezobre. Aus der Ehe ging die Tochter Ulrike Luise Auguste Wilhelmine (* 1805) hervor.
Nach dem Tod seiner ersten Frau heiratete er am 21. Oktober 1814 in Pillau Aurora Dorothea Antoinette Ernstine Lorenz (1797–1857), eine Tochter des Spediteurs Lorenz aus Pillau. Das Paar hatte mehrere Kinder:
- Ida Luise Ernestine (1815–1893) ⚭ 1838 Theobald zu Dohna (1811–1875), preußischer Generalmajor
- Ernst Ludwig Ferdinand (1816–1861), Major und Kommandeur des 4. Jäger-Bataillons
- Johanna Marie Sophie (1817–1895), Schriftstellerin ⚭ Jan-Daniel Georgens (1823–1886)[3][4]
- Antonie Elise Adelheid (1819–1901) ⚭ Rev. Carl Johann Hermann Werkenthin (1817–1882)
- August Ludwig Herrmann (1820–1850), Sekondeleutnant im 7. Infanterie-Regiment
- Pauline Luise Ernestine (* 1825), Vorsteherin der höheren Töchterschule in Hirschberg[5]
- Heinrich Ludwig Wilhelm (1826–1914), Oberst a. D. im Infanterie-Regiment Nr. 95 ⚭ 1863 Charlotte Scharff (* 1842)[6]